# Theo Corbeanu
Theodor Alexander Corbeanu (sinh ngày 17 tháng 5 năm 2002) là một cầu thủ bóng đá chuyên nghiệp người Canada gốc România hiện đang thi đấu cho câu lạc bộ Granada và đội tuyển Canada.